# Diki Greben
De Diki Greben (Russisch: Дикий гребень) is een massief van laat-Holocene lavakoepels in het zuidelijk deel van het Russische schiereiland Kamtsjatka. Het massief bevindt zich in het midden van de vulkanisch-tektonische depressie Paoezjetka, een caldera met afmetingen van 20 bij 25 kilometer. Deze caldera was betrokken bij de enorme uitbarsting van het Golygin-ignimbriet, ongeveer 250.000 jaar geleden, tegen het einde van het Pleistoceen.
Direct ten oosten van het complex ligt het Koerilenmeer, een kratermeer dat net als Diki Greben stamt uit het Holoceen en ook in de Paoezjetka-caldera is gelegen. De uitbarstingen van de Diki Greben begonnen rond 5700 v. Chr. en volgden direct op die van de uitbarstingen die het Koerilenmeer deden ontstaan. Bij de laatste uitbarsting rond 350 werd het grootste deel van de Diki Greben gevormd, waaronder met name de dikke lavastromen ten noorden en zuiden van de berg Nepriatnaja, twee grote kraters en een aantal kleinere vulkanische openingen. Bij de uitbarsting werd 9 tot 10 kubieke kilometer daciete en 2 tot 3 kubieke kilometer andesiete lava en tefra naar buiten geblazen. Er werd ook veel puimsteen uitgeworpen, waarvan zich nu nog dikke stromen bevinden in het gebied.